# Luisa Elisabetta di Württemberg-Oels
Luisa Elisabetta di Württemberg-Oels (Bernstadt, 22 febbraio 1673 – Forst, 28 aprile 1736) era una duchessa di Württemberg-Oels per nascita e per matrimonio Duchessa di Sassonia-Merseburg-Lauchstädt. Nel 1709, ripristinò il ordine ducale di Württemberg-Oels del teschio come ordine cavalleresco per le signore.

## Biografia
Nata a Bernstadt (ora chiamata Bierutów), capitale del ducato di Bernstadt in Slesia, era la maggiore dei sette figli del Duca Cristiano Ulrico I di Württemberg-Oels e della sua prima moglie, Anna Elisabetta, una figlia del Principe Cristiano II di Anhalt-Bernburg.
Sua madre morì per le complicazioni del suo ultimo parto il 3 settembre 1680 e suo padre si risposò altre tre volte: a Doberlug il 27 ottobre 1683 con Sibilla Maria, una figlia del Duca Cristiano I di Sassonia-Merseburg; a Hamburg il 4 febbraio 1695 con Sofia Guglielmina, una figlia del Principe Enno Luigi Cirksena della Frisia orientale e a Güstrow il 6 dicembre 1700 con Sofia, una figlia del Duca Gustavo Adolfo di Meclemburgo-Güstrow. Luisa Elisabetta e la sorella minore Sofia Angelica (per matrimonio Duchessa di Sassonia-Zeitz-Pegau-Neustadt) erano gli unici figli sopravvissuti del matrimonio dei loro genitori. Dai matrimoni successivi del padre ebbe otto fratellastri e sorellastre, di cui solo tre sopravvissero età adulta: Carlo Federico II di Württemberg-Oels, Cristiano Ulrico II di Württemberg-Wilhelminenort (entrambi figli di Sibilla Maria) e Augusta Luisa (figlia di Sofia Guglielmina; per matrimonio Duchessa di Sassonia-Weissenfels-Barby).

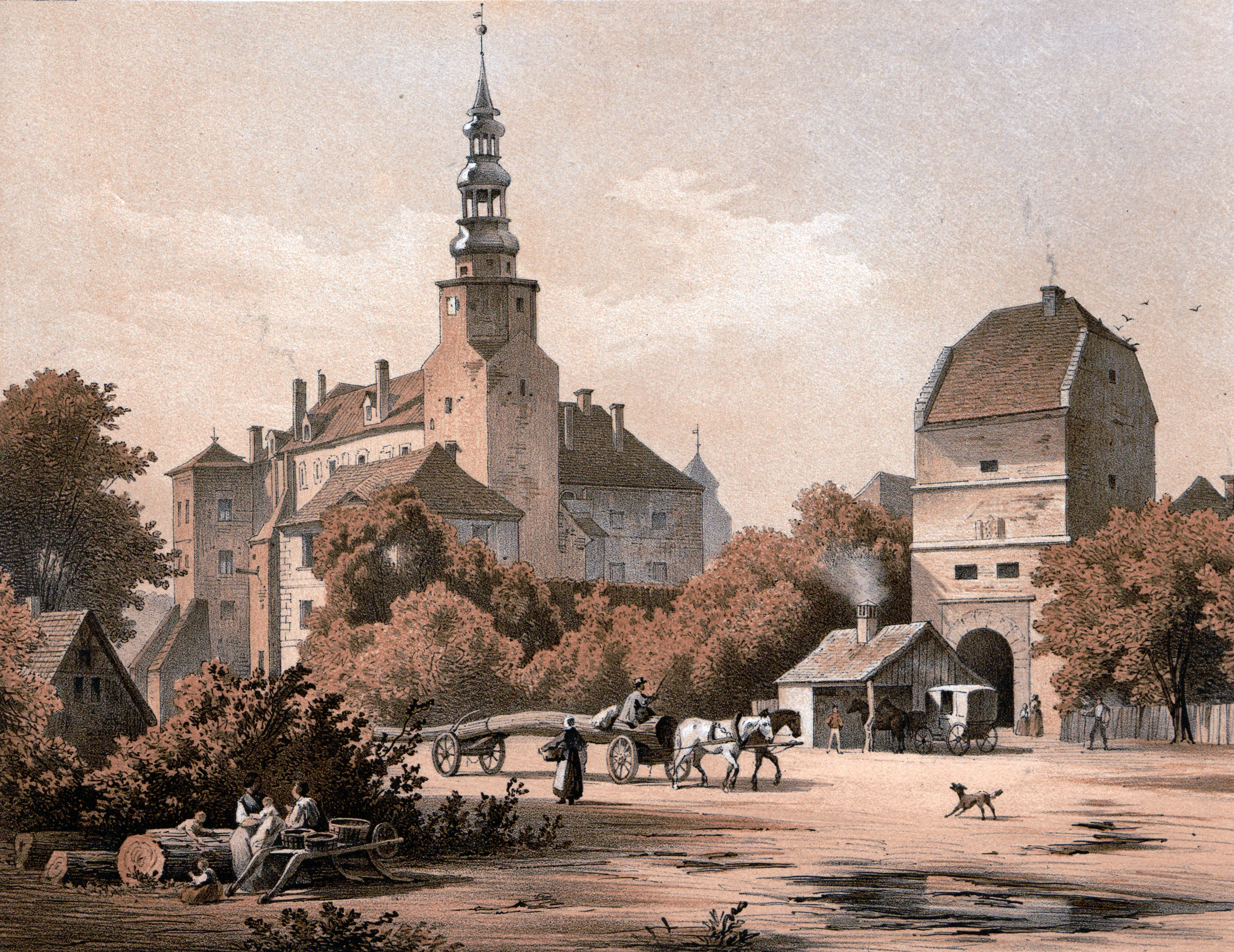
Il Castello di Bernstadt nel 1860; Luisa Elisabetta nacque qui nel 1673.

Il 20 agosto 1688, all'età di 15 anni, Luisa Elisabetta sposò il Duca Filippo di Sassonia-Merseburg-Lauchstädt come sua seconda moglie. Lui aveva 31 anni ed era un fratello maggiore della sua matrigna Sibilla Maria. Una medaglia fu coniata per commemorare il loro matrimonio. Dopo le nozze, la coppia risiedette a Merseburg, dove il loro figlio Cristiano Luigi nacque il 21 luglio 1689. Un anno dopo (1690) nel giro di pochi giorni, perse suo figlio (6 giugno) e suo marito (caduto durante la battaglia di Fleurus il 1º luglio). Luisa Elisabetta seguì suo marito a Fleurus, e il campo dove soggiornò fu attaccato dai francesi. In seguito, ella ebbe difficoltà viaggiando ritorna Merseburg e di là a Lauchstädt.
Nel 1704, suo padre morì. Nello stesso anno, si trasferì dal Castello Lauchstädt alla sua sede vedovile di Forst. Il castello a Forst era disabitato da quando Ferdinando II di Bieberstein, suo ultimo abitante, era morto nel 1667. Lei lo fece rinnovare e ampliato e aggiunse una cappella. La grande sala al di sopra del cancello d'ingresso era utilizzata come cappella del castello. La sua corte era gestita dal suo alto Hofmeister Carl Gottlob von Goldstein auf Passendorf und Angersdorf e da sua moglie, Christiane Sibylle Marschall von Bierberstein assistiti dal due ulteriori Hofmeisters, Otto Heinrich von Vibra e Bodo Gottlieb von Koseritz. Il suo scudiero era Hans Günther von Bomsdorf auf Weissagk, e dopo la sua morte, un Barone von Lossow. Ella impiegò anche diversi cameriere, un bel paio di paggi, un diacono di corte, un cappellano, un medico personale, e dopo il 1710 un cantore di corte, che supervisionava anche i paggi, e un catechista, che assisteva il cappellano e educava i figli del suo staff. Assunse inoltre un direttore d'orchestra e vari musicisti, la maggior parte dei quali erano anche lacchè, un cantante da camera, un nano corte femminile, un gestore di corte, un timoniere, un giardiniere, e un numero di dipendenti con ogni sorta di titoli di lavoro.
Nel 1709, ripristinò il ordine ducale di Württemberg-Oels del teschio come ordine cavalleresco per le signore. Inoltre nel 1709, aprì il primo ufficio postale a Forst, ospitato nel suo palazzo, a causa del suo impegno
Tra il 1717 e il 1721, la sua piccola orchestra di corte fu diretta da Christian August Jacobi (1688 – dopo il 1725). Nel 1718, egli compose la sua cantata di Natale (DE)  Der Himmel steht uns wieder offen per tenore solo, gruppo di archi, tromba e basso continuo, rappresentato per la prima volta il giorno di Natale del 1718 nella cappella di corte. Questo cantata è considerata rappresentativa della musica barocca sassone e viene ancora eseguita occasionalmente nella Frauenkirche a Dresda.
Visse a Forst fino alla sua morte, avvenuta nel 1736. Fu sepolta nella cripta della chiesa di San Nicola a Forst (Lausitz).

## Eredità
La (DE)  Elisabethstraße a Forst è stata chiamata in suo onore. È vicino alla localizzazione del suo palazzo, che non esiste più. TLa posizione esatta della sua tomba nella chiesa di San Nicola è sconosciuta.

## Figli
Dal suo matrimonio, Luisa Elisabetta ebbe un figlio maschio:
- Cristiano Luigi (21 luglio 1689 in Merseburg - 6 giugno 1690, ibid.), Principe Ereditario di Sassonia-Merseburg-Lauchstädt

## Ascendenza
|                                                      |                                              |                                                   | Genitori                                                 |  |  | Nonni |  |  | Bisnonni                                            |  |  | Trisnonni                             |  |
|                                                      |                                              |                                                   |                                                          |  |  |       |  |  | 8. Julius Friedrich, duca di Württemberg-Weiltingen |  |  | 16. Friedrich I, duca del Württemberg |  |
|                                                      |                                              |                                                   |                                                          |  |  |       |  |  | 8. Julius Friedrich, duca di Württemberg-Weiltingen |  |  | 16. Friedrich I, duca del Württemberg |  |
|                                                      |                                              | 17. Sibylla von Anhalt                            |                                                          |  |  |       |  |  | 8. Julius Friedrich, duca di Württemberg-Weiltingen |  |  |                                       |  |
| 4. Silvius I Nimrod, duca di Württemberg-Oels        |                                              |                                                   |                                                          |  |  |       |  |  | 8. Julius Friedrich, duca di Württemberg-Weiltingen |  |  |                                       |  |
|                                                      |                                              | 9. Anna Sabina von Schleswig-Holstein-Sonderburg  | 18. Johann, duca di Schleswig-Holstein-Sonderburg (= 14) |  |  |       |  |  |                                                     |  |  |                                       |  |
|                                                      |                                              | 9. Anna Sabina von Schleswig-Holstein-Sonderburg  | 18. Johann, duca di Schleswig-Holstein-Sonderburg (= 14) |  |  |       |  |  |                                                     |  |  |                                       |  |
|                                                      |                                              | 9. Anna Sabina von Schleswig-Holstein-Sonderburg  | 19. Agnes Hedwig von Anhalt (= 13)                       |  |  |       |  |  |                                                     |  |  |                                       |  |
| 2. Christian Ulrich I, duca di Württemberg-Oels      |                                              | 9. Anna Sabina von Schleswig-Holstein-Sonderburg  |                                                          |  |  |       |  |  |                                                     |  |  |                                       |  |
|                                                      |                                              | 10. Karl Friedrich I, duca di Münsterberg-Oels    | 20. Karl II, duca di Münsterberg-Oels                    |  |  |       |  |  |                                                     |  |  |                                       |  |
|                                                      |                                              | 10. Karl Friedrich I, duca di Münsterberg-Oels    | 20. Karl II, duca di Münsterberg-Oels                    |  |  |       |  |  |                                                     |  |  |                                       |  |
|                                                      |                                              | 10. Karl Friedrich I, duca di Münsterberg-Oels    | 21. Elisabeth Magdalena von Brieger                      |  |  |       |  |  |                                                     |  |  |                                       |  |
| 5. Elisabeth Marie von Münsterberg-Oels              |                                              | 10. Karl Friedrich I, duca di Münsterberg-Oels    |                                                          |  |  |       |  |  |                                                     |  |  |                                       |  |
|                                                      |                                              | 11. Anna Sophia von Sachsen-Weimar                | 22. Friedrich Wilhelm I, duca di Sassonia-Weimar         |  |  |       |  |  |                                                     |  |  |                                       |  |
|                                                      |                                              | 11. Anna Sophia von Sachsen-Weimar                | 22. Friedrich Wilhelm I, duca di Sassonia-Weimar         |  |  |       |  |  |                                                     |  |  |                                       |  |
|                                                      |                                              | 11. Anna Sophia von Sachsen-Weimar                | 23. Anna Maria von Pfalz-Neuburg                         |  |  |       |  |  |                                                     |  |  |                                       |  |
| 1. Luise Elisabeth von Württemberg-Oels              |                                              | 11. Anna Sophia von Sachsen-Weimar                |                                                          |  |  |       |  |  |                                                     |  |  |                                       |  |
|                                                      | 12. Christian I, principe di Anhalt-Bernburg | 24. Joachim Ernst, principe di Anhalt             |                                                          |  |  |       |  |  |                                                     |  |  |                                       |  |
|                                                      | 12. Christian I, principe di Anhalt-Bernburg | 24. Joachim Ernst, principe di Anhalt             |                                                          |  |  |       |  |  |                                                     |  |  |                                       |  |
|                                                      | 12. Christian I, principe di Anhalt-Bernburg | 25. Agnes von Barby-Mühlingen                     |                                                          |  |  |       |  |  |                                                     |  |  |                                       |  |
| 6. Christian II, principe di Anhalt-Bernburg         | 12. Christian I, principe di Anhalt-Bernburg |                                                   |                                                          |  |  |       |  |  |                                                     |  |  |                                       |  |
|                                                      |                                              | 13. Anna von Bentheim-Tecklenburg                 | 26. Arnold III, conte di Bentheim-Tecklenburg            |  |  |       |  |  |                                                     |  |  |                                       |  |
|                                                      |                                              | 13. Anna von Bentheim-Tecklenburg                 | 26. Arnold III, conte di Bentheim-Tecklenburg            |  |  |       |  |  |                                                     |  |  |                                       |  |
|                                                      |                                              | 13. Anna von Bentheim-Tecklenburg                 | 27. Magdalena von Neuenahr-Alpen                         |  |  |       |  |  |                                                     |  |  |                                       |  |
| 3. Anna Elisabeth von Anhalt-Bernburg                |                                              | 13. Anna von Bentheim-Tecklenburg                 |                                                          |  |  |       |  |  |                                                     |  |  |                                       |  |
|                                                      |                                              | 14. Johann, duca di Schleswig-Holstein-Sonderburg | 28. Christian III, re di Danimarca                       |  |  |       |  |  |                                                     |  |  |                                       |  |
|                                                      |                                              | 14. Johann, duca di Schleswig-Holstein-Sonderburg | 28. Christian III, re di Danimarca                       |  |  |       |  |  |                                                     |  |  |                                       |  |
|                                                      |                                              | 14. Johann, duca di Schleswig-Holstein-Sonderburg | 29. Dorothea von Sachsen-Lauenburg                       |  |  |       |  |  |                                                     |  |  |                                       |  |
| 7. Eleonore Sophie von Schleswig-Holstein-Sonderburg |                                              | 14. Johann, duca di Schleswig-Holstein-Sonderburg |                                                          |  |  |       |  |  |                                                     |  |  |                                       |  |
|                                                      |                                              | 15. Agnes Hedwig von Anhalt                       | 30. Joachim Ernst, principe di Anhalt (= 24)             |  |  |       |  |  |                                                     |  |  |                                       |  |
|                                                      |                                              | 15. Agnes Hedwig von Anhalt                       | 30. Joachim Ernst, principe di Anhalt (= 24)             |  |  |       |  |  |                                                     |  |  |                                       |  |
|                                                      |                                              | 15. Agnes Hedwig von Anhalt                       | 31. Eleonore von Württemberg                             |  |  |       |  |  |                                                     |  |  |                                       |  |
|                                                      |                                              | 15. Agnes Hedwig von Anhalt                       |                                                          |  |  |       |  |  |                                                     |  |  |                                       |  |